# Гезойзе
Гезойзе (нем. Gesäuse) — национальный парк в Австрии, на территории земли Штирия. Территория парка простирается вдоль долины реки Энс. Площадь парка — 110 км², к которым планируется присоединить ещё 15; он третий по площади национальный парк страны. Гезойзе — самый молодой национальный парк Австрии, он был основан 26 октября 2002 года.
Самая высокая точка парка — гора Хохтор (Hochtor) — 2 369 метров.
Парк расположен в гористой местности, примечателен живописными ландшафтами и нетронутой природой. На территории парка встречается большое количество редких растений и животных. Глубокая долина Энса, проходящая через весь парк, привлекает большое количество туристов. Среди исторических достопримечательностей выделяется бенедиктинский монастырь Адмонт, основанный в 1074 году зальцбургскими архиепископами. Монастырь знаменит своей библиотекой, которая является одним из самых больших в мире монастырским книгохранилищем.